# Orgel der Dorpskerk Mensingeweer

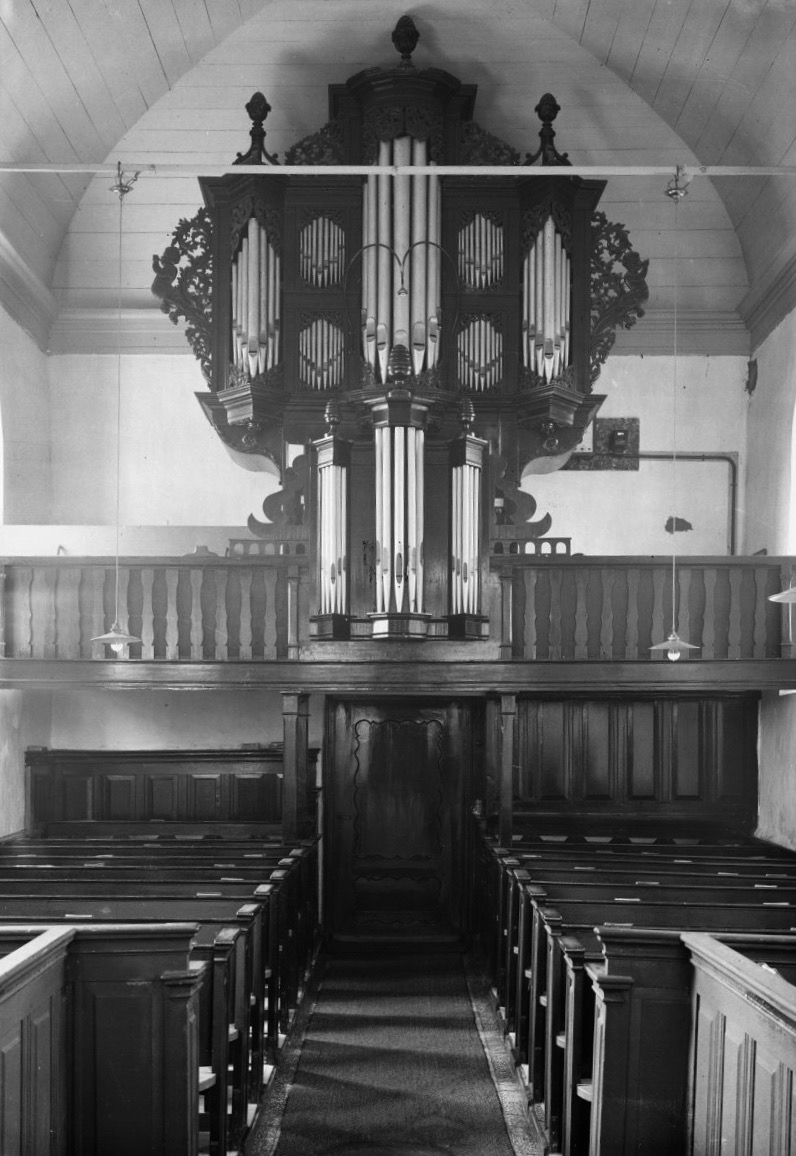
Zustand 1941 mit der Brüstungsattrappe

Die Orgel der Dorpskerk Mensingeweer in der Gemeinde Het Hogeland in der niederländischen Provinz Groningen wurde im Jahr 1699 von Arp Schnitger fertiggestellt. Sie verfügt über neun Register auf einem Manual und hat ein angehängtes Pedal. Ursprünglich wurde das Instrument für die Kirche in Pieterburen gefertigt, wo ein Rückpositiv als Attrappe in der Emporenbrüstung eingebaut wurde. Im Jahr 1901 wurde die Orgel nach Mensingeweer verkauft, wo Gehäuse, Prospekt und sechs Register von Schnitger erhalten sind.

## Baugeschichte

### Neubau durch Schnitger 1698/1699
Nach dem Vertrag vom 28. März 1696 lieferte Schnitger für die nahegelegene Hervormde Kerk in Pieterburen eine kleine Orgel mit acht Registern ohne Pedal. Schnitger  übertrug die Arbeiten vor Ort seinem Meistergesellen Johan Radeker (Johan Ratje), „welcher an diesem Ort ein Liebesverhältnis angeknüpft hatte“, sodass er wegen seiner säumigen Arbeitsweise von Schnitger schwer getadelt wurde. Die Prospektpfeifen des Praestanten 8′ begannen erst beim F. Die drei tiefsten Töne C, D und E wurden mit dem Gedackt zusammengeführt. Im Kontrakt war ein Crumphorn 8′ vorgesehen, tatsächlich wurde eine Trompete 8′ ausgeführt. Schnitger erhielt 1698 für seine Arbeit 550 Caroligulden. Das Gehäuse, Balgwerk, die Orgelempore und die Schnitzereien gingen nicht auf seine Kosten, sondern wurden von dem Möbeltischler Allert Meijer, Schnitgers Bevollmächtigtem im Groninger Raum, gefertigt, der am 18. November 1698 dafür 600 Caroligulden erhielt. Bei der Abnahme überprüften Petrus Havingha und Johann Eitzen, die Organisten der Martinikerk und der Aa-Kerk in Groningen, das Instrument. Die Kirchengemeinde bestellte später ein blindes Rückpositiv, das Allert Meijer im Jahr 1700 in der Emporenbrüstung einfügte und für das er separat vergütet wurde; Schnitger lieferte die Prospektpfeifen. Die Brüstung wurde 1703 geliefert.
Der fünfteilige Prospektaufbau ist klassisch gegliedert. Der überhöhte, polygonale Mittelturm wird von zwei doppelgeschossigen Flachfeldern umgeben, die durch eine Kämpferleiste geteilt werden. Nur die oberen Pfeifen sind klingend. Die spitzen Seitentürme ruhen auf geschwungenen Konsolen, dessen Kante durch eine Ranke verziert wird. Alle Pfeifenfelder schließen unten und oben mit zierlichem Schleierwerk ab. Die Gesimskränze oben und unten haben ein fein abgestuftes Profil. Das Schnitzwerk neben dem Mittelturm  und die Seitenflügel zeigen durchbrochene Akanthusranken. Die Seitenflügel enden in musizierenden Putti, deren Blasinstrumente fehlen.
Die ursprüngliche Disposition lautete wie folgt:
| I Manual CDEFGA–c3 |    |
| Praestant          | 8′ |
| Holpijp            | 8′ |
| Octaaf             | 4′ |
| Quint              | 3′ |
| Octaaf             | 2′ |
| Sexquialt II       |    |
| Mixtuur III–V      |    |
| Trompet            | 8′ |
| Tremulant          |    |

### Spätere Arbeiten
Johannes Radeker ergänzte 1704 ein angehängtes Pedal, das er mit Abstrakten aus Bindfäden versah. Radeker unterhielt die Orgel bis 1723, danach Albertus Antonius Hinsz.
Hinsz führte in den Jahren 1771/1772 für 856 Gulden einen Umbau durch. Er änderte die Zusammenstellung der Mixtur, baute die kurze Oktave vollständig aus und ergänzte die fehlenden Basstöne des Praestanten. Als zusätzliches Register erhielt die Orgel eine Flöte 4′. Hinsz baute eine neue Manualklaviatur, eine neue Windlade und passte die Traktur an die Tonerweiterung an. Für das Pedal schuf er ein Wellenbrett mit hölzernen Abstrakten. Hinsz wartete die Orgel bis zu seinem Tod 1785. Anschließend übernahmen Frans Casper Snitger und Heinrich Hermann Freytag die Pflege und anschließend die Familie Freytag bis 1863.
Nicolaus Anthony Lohman, Sohn von Dirk Lohman, führte im Jahr 1867 für 1000 Gulden eine größere Reparatur durch und tauschte die beiden Register Sesquialter und Mixtur gegen romantisierende Stimmen aus. Die fünf tiefsten Pfeifen des Praestant von Hinsz wurden durch hölzerne Pfeifen ersetzt und der Tremulant entfernt. Das ursprüngliche holzsichtige Eichengehäuse erhielt im 19. Jahrhundert eine dunkle Tönung.
Petrus van Oeckelen war von 1888 bis 1899 für das Instrument verantwortlich und wurde um einen Entwurf für einen Orgelneubau gebeten. Am 19. August 1899 wurde der Neubau beschlossen. Friedrich Leichel baute für 3800 Gulden eine neue Orgel mit pneumatischer Traktur. Die Schnitger-Orgel wurde 1901 für 400 Gulden nach Mensingeweer verkauft. W. K. Beukema überführte das Instrument, baute eine neue Windanlage und bestrich die Prospektpfeifen mit Aluminiumfarbe. Das stumme Rückpositiv blieb in unveränderter Gestalt in Pieterburen erhalten. In Mensingeweer erhielt die Orgel im Jahr 1912 ebenfalls eine Rückpositivattrappe. 1953 wurde die Windversorgung elektrifiziert und 1982 eine Werckmeister-Stimmung III gelegt.

### Restaurierung
Mense Ruiter baute 1991 eine neue Windanlage. Ab 1995 wurde die Planung für die weitere Restaurierung dem Orgelsachverständigen Stef Tuinstra übertragen. Das unpassend ergänzte Rückpositiv wurde 2004 entfernt und die Brüstung durch eine kassettierte Füllung geschlossen. Eine umfassende Restaurierung erfolgte von 2009 bis 2011 durch Ruiter. Das Gehäuse und die Traktur wurden repariert, fehlendes Schnitzwerk und fehlendes Pfeifenwerk ergänzt sowie verkürzte Pfeifen verlängert.

## Disposition seit 1867
Grundlage der Restaurierung war die Situation von 1867.
| I Manual C–c3    |    |     |
| Praestant        | 8′ | S   |
| Holpijp          | 8′ | S/H |
| Viola da Gamba D | 8′ | L   |
| Octaaf           | 4′ | S   |
| Fluit            | 4′ | H   |
| Salicionaal B/D  | 4′ | L   |
| Quint            | 3′ | S   |
| Octaaf           | 2′ | S   |
| Trompet B/D      | 8′ | S   |

| Pedal C–d1 |  |   |
| angehängt  |  | H |

- Tremulant (R), Windlosser

Anmerkungen
S = Schnitger (1698)
H = Hinsz (1772)
L = Lohman (1867)

## Technische Daten
- 9 Register, 9 Pfeifenreihen.
- Windversorgung:

  - Blasbälge: 1 Magazinbalg (19. Jahrhundert)
  - Winddruck: 65,5 mmWS
- Windladen (Hinsz)
- Traktur:
  - Klaviaturen (Hinsz)
  - Tontraktur: Mechanisch
  - Registertraktur: Mechanisch
- Stimmung:
  - nahezu gleichstufige Stimmung
  - Tonhöhe: ein Halbton über normal (a1 = 440 Hz)